# Vandrimare
Vandrimare – miejscowość i gmina we Francji, w regionie Normandia, w departamencie Eure.
Według danych na rok 1990 gminę zamieszkiwały 773 osoby, a gęstość zaludnienia wynosiła 119 osób/km² (wśród 1421 gmin Górnej Normandii Vandrimare plasuje się na 310. miejscu pod względem liczby ludności, natomiast pod względem powierzchni na miejscu 570.).